# 法國前阿爾卑斯山脈
法國前阿爾卑斯山脈（法語：Préalpes françaises，法語發音：[pʁealp fʁɑ̃sɛz]）是法國的山脈，是西阿爾卑斯山脈的一部分，橫跨奥弗涅-罗讷-阿尔卑斯大区和普罗旺斯-阿尔卑斯-蔚蓝海岸大区，最高點海拔高度3,257米，山體由沉積岩組成。

## 外部連結
- L'Organisation structurale des Alpes françaises （页面存档备份，存于）（法文）